# جمع‌سپاری

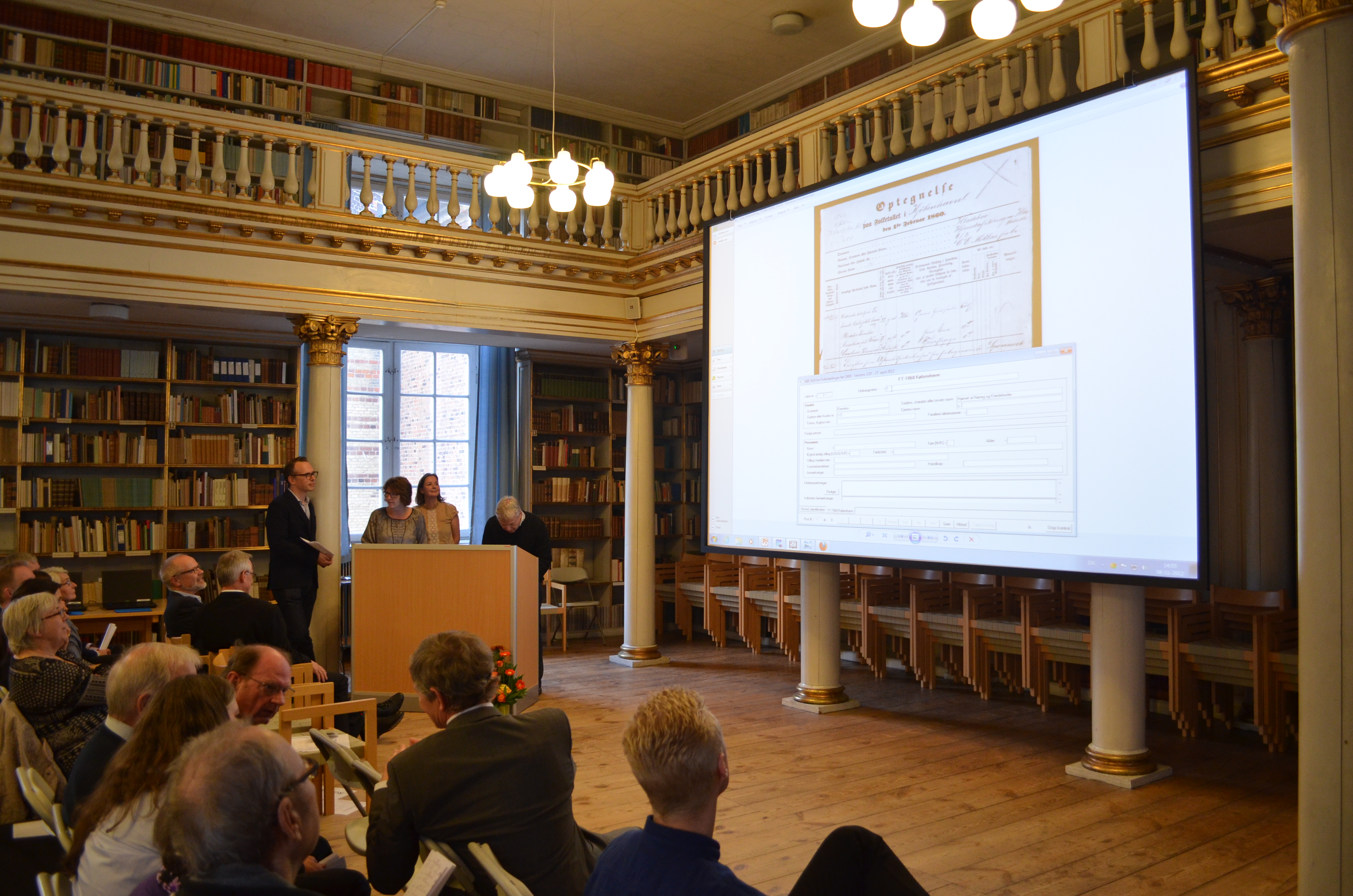
جمع‌سپاری (به انگلیسی: Crowdsourcing) آمیخته از دو واژه جمعیت و برون‌سپاری

جمع‌سپاری (به انگلیسی: Crowdsourcing) به معنای برون‌سپاری یک پروژه به انبوه مردم است. این کار معمولاً از طریق فراخوان عمومی در اینترنت انجام می‌شود. تمرکز جمع سپاری بر مشارکت دادن جمعیت در فعالیت‌هایی چون حل مسئله، تولید و توسعه مفاهیمی چون مشارکت در ایده‌سازی، نوآوری، تولید و فرایندهای ارائه خدمات است که بر کیفیت محصول، وفاداری و خشنودی مشتری اثری مستقیم دارد. غیر متمرکز بودن، غیررسمی بودن، عمودی و افقی بودن ارتباطات، در انحصار نبودن اطلاعات، از جمله مواهب جمع‌سپاری می‌باشد. مدل کسب‌وکار جمع‌سپاری تمرکز بر مشارکت داوطلبانه جمعیت جهت تولید فراورده‌های نوآورانه دارد.
جمع‌سپاری نوعی برون‌سپاری است ولی نه به شرکت‌ها یا سازمان‌های خاص بلکه به گروه فراوانی از افراد ناشناخته. ناشناخته به این معنا که یک شرکت نمی‌تواند جمعیت خویش را بسازد. این جمعیت هم شامل افراد کارآمد و هم بی‌تجربه می‌شود.
مراجع و نهادهای دولتی در اغلب شرایط بسیاری از امور فرعی و ستادی خود را به واحدهای متخصص برون سازمانی محول می‌کنند. نام این نوع از تفویض وظایف، برون سپاری است. واژه جمع سپاری بیشتر در خصوص فعالیت‌هایی موضوعیت میابد که توسط عموم افراد جامعه قابل اجرا باشد.
جمع سپاری در تلاش برای جذب ایده‌های جدید در فرایند نوآوری بسیاری از بنگاه‌ها امروزه در حال گسترش حوزه‌های مدیریت دانش و برون‌سپاری خلاقیت است. این ایده توسط «جف هاو» در سال ۲۰۰۶ مطرح شده‌است.

## پیشینه و خاستگاه
خاستگاه واژه جمع‌سپاری پدیده وب۲ است گرچه هاو به همکاری مارک رابینسون نویسنده آمریکایی در سال ۲۰۰۶ اولین بار از این مدل صحبت به میان آورد ولی یک کاربر ناشناس اولین بار آن را در یکی از فروم‌های اینترنتی بیان نمود. بر اساس ادبیات موجود می‌توان منشأ اصلی جمع‌سپاری را گروه کاربران پیشروی فون هیپل و نوآوری باز در نظر گرفت.
هایک در سال ۱۹۴۵بیان داشته بود که: عملاً هر فردی بر دیگران تا حدی دارای برتری است چراکه دارای اطلاعات منحصربه‌فردی است که ممکن است بتواند از آن‌ها استفاده مفید نماید ولی تنها در صورتی می‌توان از آن استفاده مفید کرد، که تصمیم‌گیری در خصوص آن یا به خود فرد واگذار شده باشد یا با مشارکت فعال وی اتخاذ گردد (هایک، ۱۹۴۵)
یکی از مراجع اصلی که اساسی برای شکل‌گیری جمع‌سپاری است کتاب جیمز سوروریکی با عنوان خرد جمعی می‌باشد (۲۰۰۴). وی در این کتاب به بررسی چندین مورد استفاده از خرد جمعی در کار می‌پردازد که موفقیت آن‌ها مرهون ظهور حل کنندگان بسیار است (بربهام، ۲۰۰۸). بر اساس چندین یافته سورویکی نتیجه‌گیری می‌نماید که «در شرایط صحیح، گروه‌ها به‌طور چشمگیری از باهوش‌ترین افراد درون خود نیز باهوشتر می‌باشند. این خرد جمعی، حاصل از میانگین راه حلها نمی‌باشد بلکه از تجمیع آن‌ها می‌باشد.» از یکصد نفر بخواهید که ۱۰۰ متر را بدوند و سپس میانگین زمان آن‌ها را محاسبه نمایید. میانگین به‌دست آمده از سرعت سریع‌ترین فرد حاضر در گروه کمتر خواهد بود. حال از یکصد نفر بخواهید که یک مشکل را حل نمایند. پاسخ میانگین، اغلب حداقل به خوبی پاسخ باهوشترین فرد گروه خواهد بود. برای خیلی از چیزها میانگین حد وسط است، ولی در خصوص تصمیم‌گیری اغلب بهترین و متعالی‌ترین خواهد بود. به نظر می‌رسد که می‌توان گفت ما به نحوی برنامه‌ریزی شده‌ایم که درحالت جمعی به صورت فزاینده‌ای باهوش باشیم (سورویکی، ۲۰۰۴). سورویکی شرایط جمعیت مورد نیاز جمع‌سپاری را این‌گونه در نظر می‌گیرد:
۱- تنوع آرا ۲- عدم وابستگی جمعیت ۳- عدم محوریت ۴- هم‌افزایی به عنوان سازوکاری برای تبدیل قضاوت شخصی به تصمیمات گروهی (سورویکی، ۲۰۰۴).

## تعریف جمع‌سپاری از منظر هاو
بر طبق تعریف هاو که جمع‌سپاری را اولین بار به جهانیان معرفی نمود «جمع‌سپاری عمل انتخاب فعالیتی که قبلاً توسط یک کارمند انجام می‌شده‌است و ارجاع آن به یک گروه بزرگ و تعریف نشده از افراد خارج سازمان در طی یک فراخوان عمومی است» (هاو، ۲۰۰۶). برای اینکه عملی به جمع سپرده شود باید به صورت مرسوم توسط یک عامل انجام گردد که نشان دهنده معنی برون‌سپاری باشد. فرصت جمعی جهت مشارکت در این فعالیت می‌تواند از سوی کارآفرین که پایه‌ای را برای ایجاد مدل کسب وکار در اطراف آن می‌سازد یا خود جمعیت ایجاد گردد. نکته اصلی این است، وظیفه‌ای که به صورت مرسوم به در خواست رئیس انجام می‌شود ولی حالا این وظیفه در اوقات فراغت یک فرد خارج سازمان انجام می‌گردد.
دوم اینکه این جمعیت باید نامشخص باشد که تفاوتش را با برون‌سپاری که دسته‌ای است شناخته شده (مثل شرکتی دیگر) مشخص می‌کند. جنبه مهم دیگر این تعریف فراخوان عمومی است که تأکید بر نقش فعالتر جمع داشته که در گذشته نقش انفعالی به عنوان مصرف‌کننده صرف داشت و امروزه افراد می‌توانند خودشان تصمیم‌گیری کنند که چه مقدار و چگونه مشارکت کنند.
مدل کسب وکار جمع‌سپاری بر این اساس است که توسعه محصول جدید به گروهی از جامعه سپرده می‌شود و گرچه مشارکت کنندگان توجه کمی به کارشان می‌کنند مداخله مستقیم در فرایند توسعه محصول به نیتی بالاتر برای خرید محصولات منتجه منجر می‌شود (شریر، ۲۰۰۶)

### دلایل ظهور جمع‌سپاری
1. افراد در زمان‌های فراغت یا زمان‌هایی که قسمتی از کارشان در نظر گرفته نمی‌شود فرصت بیشتری برای انجام کارهایی که به تولید اقتصادی منجر می‌شود پیدا می‌کنند. انقلاب صنعتی باعث شد که خیلی از کارهایی که قبلاً توسط انسان، خانواده و گروه‌های اجتماعی انجام می‌شد امروزه توسط بنگاه‌ها انجام شود و همچنان که تافلر پیش‌بینی کرده بود مصرف‌کنندگان نمی‌خواهند منفعل باقی‌مانده و به مصرف‌جو (PROSUMER) تبدیل می‌شوند.
2. توسعه دوم نرم‌افزارهای منبع باز می‌باشد و روند بازار این نرم‌افزارها باعث شد که بسیاری از کارآفرینان از این مدل برای کسب و کار خویش الهام بگیرند.
3. پیشرفت سوم دسترسی بیشتر به اطلاعات و هزینه رو به کاهش ابزار تولید آن است.
4. آخرین پیشرفت ظهور جوامع آنلاین است که در آن جمعیتی آنلاین سازماندهی می‌گردد.

## تعاریف دیگر جمع‌سپاری
- آلونسو و لیز: برونسپاری وظایف به یک گروه از مردم به جای موظف کردن یک کارمند یا پیمانکار به انجام آن وظایف
- بدرسون و کویین :مردمی که در ازای انجام وظایف مبتنی بر وب از سوی در خواست کنندگان انجام وظیفه پول دریافت می‌کنند
- برابهام: یک مدل آنلاین و توزیع شده حل مسئله و تولید که قبلاً از سوی شرکت‌های انتفاعیی چون Threadles و iStock بکار گرفته شده‌است.
- برابهام: یک مدل استراتژیک برای جذب جمعیت علاقه‌مند و برانگیخته شده از افراد توانمند برای ارائه راه حل‌های برتر کیفی و کمی در مقایسه با آنچه کسب وکار به صورت مرسوم می‌تواند انجام دهد
- برگر- هلمشن و پنین: راهی برای دستیابی به دانش موجود در خارج از بنگاه
- چانال و کارون فاسن: گشایش فرایند نوآوری یک بنگاه برای یکپارچه‌سازی و انتشار شایستگی‌های بیشمار از طریق امکانات وب. این شایستگی‌ها می‌تواند شایستگی‌های افراد (مثلاً مردم، دانشمندان و مهندسین خلاق) یا جوامع سازمان یافته موجود (جوامع OSS) باشد

## برخی از روش‌ها و موارد استفاده از جمع‌سپاری
- فراخوان جمعی: یک چالش خاص که اغلب با یک مسابقه و جایزه مالی همراه است به جمعیتی اعلان می‌شود.
- بارش فکری جمعی:یک جلسه زنده (برخط) طوفان فکری، که در آن تعامل بین شرکت‌کنندگان مهم است. اغلب یک شرکت از مشارکت کنندگان در خصوص کالای جدید یا ایده‌هایی برای خدمات بهتر استفاده می‌کند.
- تولید جمعی:که در آن جمعیتی یک فراورده یا بانک داده‌ها را با یکدیگر تولید می‌کند یا به ایجاد بازاری از مشارکت‌های فردی می‌پردازند.
- تأمین مالی جمعی: که به جای اوقات فراغت، توانایی‌ها و دانش جمعیت، پول ذخیره (اضافه) آن‌ها مورد استفاده قرار می‌گیرد.
- استفاده از دانش جمعی کاربران آنلاین: با ظهور فناوری وب۲٫۰ تعداد مشارکت کنندگان در جوامع آنلاین در حال رشد می‌باشد و اطلاعات و داده‌ها و دانش به اشتراک گذاشته شده در این اجتماعات بیشتر و بیشتر متمایز و متفاوت می‌گردد. جمع‌سپاری به کاربردی و اجرایی کردن خرد جمعی دلالت دارد و سازوکاری برای به‌کارگیری اهرم دانش جمعی کاربران آنلاین به سمت نتایج سوددِه می‌باشد.

ایده‌یابی و تولید فراورده تنها خروجی جمع‌سپاری نمی‌باشد. بر اساس نظریات «هاو» جمع‌سپاری تنها یک راهبرد نیست بلکه این واژه چتری است برای گروه بسیار متفاوتی از نظریات و دیدگاه‌ها که یک خصوصیت اصلی را با خود به همراه دارند «آنها وابسته به مداخله جمعیت هستند». آقای” هاو “تاکسیمونی را ارائه می‌دهد که متمرکز بر ۱-خرد جمعی ۲- ایجاد جمعیت ۳- نظرسنجی و انتخاب جمعیت ۴- تأمین سرمایه توسط جمعیت می‌باشد.

## تأمین مالی جمعی
مدل تأمین مالی جمعی شامل اجزایی از چارچوب جمع سپاری می‌باشد با این تفاوت که در جمع سپاری افراد جامعه ایده‌هایی را به اشتراک می‌گذارند تا یک مشکل را حل کنند یا تلاش‌هایشان را به سمتی سوق دهند که به سود جامعه باشد. لیکن در تأمین مالی جمعی این قدرت تولید ایده یا قدرت چانه زنی نیست که از تلاش‌های جمعی فرد ایجاد می‌گردد بلکه حمایتی مالی است برای فعالیت‌هایی که از قبل آغاز گردیده‌است. همچنین مکانیسم تأمین مالی جمعی به شبکه‌سازی اجتماعی ارتباط دارد، جاییکه افراد به‌طور فعال در جوامع برای تولید و تبادل اطلاعات شرکت می‌کنند. لیکن در اینجا نقش مهمتری افراد دارند و آن انتخاب بک کسب وکار برای حمایت ازآن (حبیبی، ۱۳۹۰).

## تفاوت فرشتگان کسب وکار با تأمین مالی جمعی
فرشتگان کسب وکار نیز تشابهاتی با این فرایند دارند ولی در آن‌ها افرادی معدود که دارای تخصص و منابع مالی هستند فارغ از نهادهای رسمی مالی برای کسب وکارهایی که از سوی شخص دیگری تأسیس گردیده‌است حمایت مالی می‌کنند Freear et al. , ۱۹۹4(). این فعالیت اغلب انگیزه مالی، رضایتمندی و نوع دوستانه دارد ولی این فرشتگان افراد با تجربه اندکی هستند که عادت به اشتراک گذاشتن فرصت سرمایه‌گذاری با دوستان نزدیک و همکاران تجاری دارند (Wetzel, 1983) و افراد زیادی از مشارکین بالقوه نیستند که در این ابتکارات شرکت کنند

## نوآوری باز و کاربر پیشرو
می‌توان جمع‌سپاری را از نظر الگوهای نوآوری باز، ابزاری برای گردآوری ایده و اطلاعات برای مقاصد خاص دانست. مطالب زیادی در مورد استفاده از کاربران و مشارکت آنان در تولید محصول بیان گردیده‌است (فون هیپل۲۰۰۵–۲۰۰۸ و دسوزا، ۲۰۰۸). راه‌های خلاقانه‌ای وجود دارند که در آن مشتری در توسعه محصول مشارکت داده شود که یکی از آن‌ها مشتری پیشرو است. گاهی بهترین ایده از مصرف‌کننده نهایی و از خارج از بنگاه به‌دست می‌آید. در بعضی بخش‌ها مشتری متوسط می‌تواند راهکارهای تازه را در برآورده ساختن نیازهای اساسی شناسایی کرده و ارزش‌گذاری نماید؛ و در بعضی قسمت‌ها این کار بسیار مشکل است. مهم‌تر از آن اینکه گروه طراحی محصول در فرهنگ سازمانی خود بسیار درگیر شده‌اند که طراحی محصول را از لنز محصولات فعلی خویش می‌بینند (گافین و لمک، ۲۰۰۷). فون هیپل(۱۹۸۶) پیشنهاد کرد که بعضی از منابع نگاه عمقی به نیازهای مشتریان و نمونه‌های اولیه محصولات «کاربران پیشرو است».
مشتریانی که هم‌اینک نیازهای قوی محصولات در آن‌ها پیشاپیش خبر از نیازهای عمومی بازار در آینده می‌دهد. این مشتریان اغلب چنان نیاز شدیدی به برطرف کردن مشکلاتشان دارند که راه حل‌های خود را برای آن ابداع کرده‌اند. در بعضی از موارد این کاربران بیانگر بازاری خیلی خاص هستند ولی در بسیار مواقع آن‌ها پیش‌بینی‌کننده نیازهای بازاری بزرگ هستند. فون هیپل چگونگی شناسایی کاربران پیشرو و واردکردن دیگاه آن‌ها را به فرایند طراحی محصولات در یک فرایند ۵ مرحله‌ای بیان می‌کند (فون هیپل، ۱۹۸۶):
- شناسایی یک روند بازار یا فرصت محصول جدید (مثل قابلیت حمل بیشتر رایانه).
- تعریف میزان مزایای بالقوه آن‌ها براساس نیاز مشتری.
- انتخاب «کاربران پیشرو» که جلوتر از زمان هستند و کسانی‌که بیشترین منفعت را از راه حل‌های خوب می‌برند (کاربران قدرتمند).
- استخراج اطلاعات از کاربران پیشرو در مورد نیازهایشان و راه حل‌های بالقوه و ایجاد مفهوم محصولات که این راه حل‌ها را دربرگیرد.
- آزمون مفاهیم با حجم وسیع تر بازار برای پیش‌بینی پیامدهای نیازهای کاربران پیشرو در هنگام ورود به بازار عمومی (فون هیپل، ۱۹۸۶)

در روش کاربران پیشرو، مشتریانی که با شرایط خیلی فوق‌العاده‌ای مواجه می‌شوند مورد مصاحبه یا مشاهده قرار می‌گیرند تا بررسی شود آن‌ها از فراورده چگونه استفاده می‌کنند؛ مثلاً چه تعداد از نوآوری‌های انجام شده در رانندگی فرمول ۱ را می‌توان برای استفاده عمومی تغییر داد. در بعضی شرایط فنی ممکن است کاربران کالاهای استاندارد را برای پاسخگویی به نیازهای خاصشان تغییر دهند. مهم است که شناسایی کنیم که چگونه درس‌های آموخته شده از کاربران پیشرو را می‌توان در بازاری گسترده‌تر بکار گرفت. معمولاً از کارگاه‌های عمل و نمونه‌سازی آزمایشی در این حالت استفاده می‌گردد (فون هیپل، ۱۹۸۶)

## نمونه‌های اخیر
جمع سپاری یکی از مهم‌ترین روندهایی است که به صورت اساسی روشی که نگاه‌های کسب وکار، دولت‌ها و سازمان‌های بشر دوستانه به بازار اینترنت و موبایل نگاه می‌کنند را تغییر می‌دهد (حبیبی، ۱۳۹۰). در حال حاضر تعداد زیادی از کاربردهای جمع سپاری در مقوله‌های کسب وکار و اجتماعی بکار گرفته شده‌است(Gowdy2009)و به ما امکان می‌دهد تا به تقویت خلاقیت و تعاملات اجتماعی پرداخته(Parameswaran&Whinstone,2007) مشکلات بالقوه و مقوله را حل نماییم. جمع سپاری دارای قدرت تغییر قابل ملاحظه‌ای در قلمروهای فعالیت اجتماعی و ایجاد محتوا می‌باشد(Parameswaran&Whinstone,2007). در بستر کسب وکار کاربردهای آن دارای برد وسیعی از راه حل‌های شناخت، همکاری و هماهنگی برای حل مشکلات (سورویکی۲۰۰۴) تا توزیع محتوا و تبلیغات (Parameswaran&Whinstone,2007)می‌باشد.
جمع سپاری نشان داده‌است که ابزاری بالقوه برای حل مسئله برای دولت و بخش‌های غیرانتفاعی است(Barbham,2008). همچنین سازمان‌های خیرخواهانه و اعطای کمکی مثل ملیندا گیتس و گلوبال گیوینگ(Globalgiving.org) در حال استفاده از تصمیم‌گیری غیر متمرکز و شبکه‌ای برای دستیابی به اهدافشان هستند(gowdy rt. All,2009).txteagl,ushahidi,sanasource به عنوان نمونه‌های خوبی از استفاده از جمع سپاری به همراه دیگر موارد برای مبارزه با فقر، حمایت‌های زندگی و بهبود واکنش به تنش‌ها و مخاطرات در آفریقا، آمریکای جنوبی و بعضی از مناطق جنوب آسیا استاده شده‌است (green). لازم به‌ذکر است که جمع سپاری قابلیت خود را برای سازمان‌های تجاری به اثبات رسانده‌است(kleeman ,vob&reder,2008)
در حوزه وب ۲ مدل‌های کسب وکار تغییر یافته اندو استفاده از جمع سپاری برای تولید ایده و تصمیم‌گیری گسترش یافته انددر هاییتی و کنیا از آن برای کاهش تأثیر عوامل طبیعی و آشفتگی‌های سیاسی استفاده می‌شود. دانشمندان برای ترجمه متون کهن استفاده کرده‌اند، بنگاه‌های غیرانتفاعی از آن برای افزایش اعانات و آگاهی استفاده می‌شود شرکتهایی مثل تویوتا، بویینگ، پروکتر و گمبل برای تولید ایده محصول آگاهی دادن و حل مشکلات اقتصادی استفاده شده‌است(Mullins, 2010; Falcioni, 2010; Cohen, 2010; Strom, 2010; Whitla, 2009). در ادامه بعضی از موارد استفاده را بررسی می‌کنیم:
- THREADLESS

این مدل برای طراحی تی شرت ابداع گردید. همه افراد می‌توانند طرحی را ارسال نمایند. کاربران بهترین طرح را انتخاب می‌نمایند. برنده طرح یک تی شرت رایگان با طرح خود به‌دست می‌آورد. تاکنون هیچ طرحی شکست نخورده‌است و هر ساله گردش مالی بنگاه ۲ برابر شده‌است و تاکنون بیش از ۶۰ میلیون ثبت نام بوده و ۹۴۰۰۰ تی شرت طراحی شده‌است در سال ۲۰۰۶ حاشیه سود ۱۸ دلار بوده و اعانه‌هایی به صلیب سرخ هم داده شده‌است.
- شرکت INNOCENTIVE

شرکتهایی که داری R&Dویژه هستند چالش‌های خود را بیان نموده و جایزه‌ای را برای کلیه افراد از جمله دانشمندان سراسر جهان مشخص ساخته و افراد طرح‌های خود را ارسال می‌نمایند.
شرکت GOLDCUP شرکتی کانادایی است. اطلاعات ژئولوژیک خود را در دسترس افراد قرار داد تا آن‌ها پروپوزالهایی را در مورد بهترین محل برای جستجو به‌دنبال طلا ارسال نمایند. جایزه آن‌ها ۵۰۰ هزار دلار برای ۶ میلیون اونس طلا بود. بیش از ۴۷۵۰۰۰ کلیک از ۵۱ کشور دنیا دریافت شد و در نتیجه چندین بار بیشتر ازآنچه انتظار می‌رفت از مناطق گوناگونی طلای بیشتر از آنچه انتظار می‌رفت کشف شد
- Netflix prize: رقابتی برای ارائه یک الگوریتم برای پیش‌بینی رتبه‌بندی کاربران بر روی فیلمای مختلف بود. هدف این مسابقه دستیابی به الگوریتمی بود که نسبت به الگوریتم ارائه شده در ابتدای مسابقه توسط خود شرکت نتفلیکس، ده درصد بهبود کارایی داشته باشد. جایزه نهایی این رقابت یک میلیون دلار آمریکا بود که به تیم برنده اهدا شد. این رقابت در دوم اکتبر سال ۲۰۰۶ آغاز و در ۲۶ ژوئیه سال ۲۰۰۹ به پایان رسید.
- شرکت InnoCentive: این کمپانی که سایتی به همین نام نیز دارد، پژوهش و توسعه مورد نیاز شرکت‌های داروسازی و زیست‌دارو را جمع‌سپاری می‌کند. کاربران این سایت به دو دسته «جستجوکننده» و «حل‌کننده» تقسیم‌بندی می‌شوند. هر کس که به اینترنت دسترسی دارد می‌تواند در سایت شرکت به عنوان حل‌کننده ثبت نام کرده و برای مسایل پست شده راه حل ارائه کند. راه حل برگزیده از طرف شرکت از لحاظ مالی پاداش داده می‌شود.
- آگهی‌های تجاری

شرکتهای زیادی از جمله سونی و کرایسلر مسابقات آگهی را تدارک دیده‌اند. شورولت آگهی ۳۰ ثانیه‌ای ارائه کرد که افراد فیلم و موسیقی را در یافت و بهترین عبارت ممکنه را روی فیلم بگذارند.
- txteagle

این سیستم توسط یکی از دانشمندان مؤسسه تکنولوژی ماساچوست شناسایی شده و سیستم مبتنی بر موبایل است که افراد را قادر می‌سازد تا مقداری پول از طریق همکاری در تکمیل نمودن وظایف خردو کوچک (میکروتسک) به‌دست آورند. در ازای همکاری شرکت به این افراد زمان مکالمه یا هزینه موبایل را پرداخت می‌کند(Eagle,2009). کاربران موبایل به تکمیل وظایف ساده که شامل تایپ، ترجمه، نظر سنجی، بررسی نرم‌افزار بر روی موبایل با استفاده از پلتفرم txteagle می‌پردازند. در حل حاضر txteagle در حال بارگیری فراوان بوده و منابع اضافی درآمدی برای افراد معمولی و کم درآمد کنیا و رواندا را تأمین می‌کند(Eagle,2009)
- ushahidi

ابزاری قدرتمند برای مشخص کردن اطلاعات موارد بحرانی می‌باشد(Greenough,2009). یوشاهیدی به افراد امکان می‌دهد تا اطلاعات را از طریق sms پست الکترونیک یا وب تبادل نمایند. در نتیجه اطلاعات به‌دست آمده موقعیت حادثه بر روی نقشه مشخص شده و نقشه‌ای از حوادث به‌دست می‌آید تا حوادث را به سازمان‌های مسول و درگیر در حوادث بحرانی مثل پلیس و بهداشت گزارش داده و در نتیجه فایده اینکار واکنش سریع تیم‌های مسول مثل پلیس و تبادل صحیح اطلاعات است. در کشورهای کنیا (green)خشونت بر مهاجرین آفریقای جنوبی (flides)و تلاش‌های تسکینی در هایتی(ramirea)و شیلی بکار گرفته شده‌است. شبکه خبری الجزیره از این سیستم برای جمع‌آوری گزارش‌های شاهدان عینی در جنگ ۲۰۰۸–۲۰۰۹ غزه استفاده نمود(Ekin,2009). همچنین در مقیاسی کوچکتر برای انتخابات ۲۰۰۹ افغانستان(۰von hiple barton and fishner,201)
- Peer water

شبکه مشارکت کنندگان منحصربه‌فردی که به ترکیب افراد، فرایندها و تکنولوژی برای مدیریت آب و پروژه‌های آبیاری در سراسر دنیا از اجرا، انتقال، تأمین مالی به‌کارگیری و ارزیابی اثربخشی می‌پردازد. این شبکه با هدف فراهم نمودن و پایش دسترسی به آب سالم و آبرسانی به روستاها با استفاده از جمع سپاری راه‌اندازی شد. دیدگاه منحصربه‌فرد تصمیم‌گیری آن‌ها را قادر ساخته‌است چندین پروژه را در محدوده‌ای وسیع بکار گیرند(parker,2009). آن‌ها با بهره‌گیری از مدل شفاف خود و از طریق رابطه ۲ طرفه sms از ذینفعان و بهره برداران برای ارزیابی، پایش و اشتراک‌گذاری تجربیاتشان با دیگران دعوت می‌کنند. (shah,2009)با همکاری دیگر سازمان‌ها چارچوب‌های جمع سپاری pwx در کشورهای مثل تانزانیا، مالزی، هند و اکوادور بکار گرفته شده‌است(parker,202)
- Mcollect

فعالیتی است که در سال ۲۰۰۶ با هدف دستیابی به فرصت‌های صادراتی و تجارت در آفریقای جنوبی با استفاده از همکاری با ذینفعان گوناگون جهت جمع‌آوری و به اشترک‌گذاری اطلاعات قیمت بازار استفاده شد(slavova,2009). ام کالکت یک روش جمع‌آوری سیستمی اطلاعات بازار می‌باشد. با استفاده از آن جمع‌آوری کنندگان اطلاعات، اطلاعات محلی را از بازارهای کشاورزی راحت‌تر به‌دست می‌آورند(slavova,2009) و سپس اطلاعات از طریق پیامک به صنایع علاقه‌مند در منطقه ارسال می‌گردد. این روش در بورکینافاسو، سنگال و مالی در حال استفاده است(ponney,2009)
- طراحی ایستگاه اتوبوس در آمریکا

در آمریکا اداره فدرال ترانزیت در پروژهای طراحی ایستگاه‌های اتوبوس را به نام "NEXT STOP DESIGN در سالت لیک سیتی به فراخوان گذاشت. هدف طراحی ایستگاه اتوبوسی کاراتر بود و ۴۷ طرح دریافت شد.
- موزیک ویدیو ملودی

برای تهیه این موزیک ویدیو آرش از طرفدارانش خواست تا خودشان این موزیک ویدیو را بخوانند و نتیجه نهایی ترکیبی از کارهای ارسالی است.